# Jerónimo Rodríguez de Espinosa
Pour les articles homonymes, voir Espinosa.
Jerónimo Rodriguez de Espinosa est un peintre espagnol né à Valladolid le 17 avril 1562 et mort à Valence en 1630.
C'était un peintre de la Renaissance actif dans la région de Valence.

## Biographie
Il est né à Valladolid et y a appris les éléments de la peinture. Il s'est marié avec Aldonza Lleó à Cocentaina, dans la province de Valence, où il s'est installé. De ce mariage est né le 20 juillet 1600 Jerónimo Jacinto Espinosa, un peintre de l'école de Valence de grande réputation du règne de Philippe IV.
Il a peint pour l'église de Cocentaina deux tableaux sur bois qui formaient l'ancien retable de l'église. Ces tableaux ont été donnés à l'église par le peintre d'après une inscription latine placée à la base d'un des tableaux représentant saint Sébastien et saint Roch. Sur le second tableau ont été peints saint Laurent et saint Hippolyte .
En juillet 1604, il a peint avec un certain Jayme Terol, un élève de Frère Nicolas Borras, les peintures du retable du maître-autel de l'église Saint-Jean-Baptiste, à Muro.
Il est mort à Valence en 1630.